# Basílio Mão-de-Cobre
Basílio Mão-de-Cobre ou Basílio, o Calcóquero (em grego: Βασίλειος ὁ Χαλκόχειρ; romaniz.: Basílio Chalkocheir; m. c. 932) foi um rebelde bizantino ativo na Bitínia nos anos 920 e começo dos 930.

## Biografia
Basílio nasceu na Macedônia (ou, possivelmente, no Tema Macedônio). Na década de 920, no Tema Opsiciano, na Bitínia, ele assumiu o nome do general Constantino Ducas, que havia sido morto numa tentativa de golpe de estado em 913 e reuniu um grande número de seguidores. Foi preso pelo turmarca Elefantinos e levado para Constantinopla, onde foi julgado pelo eparca e teve a sua mão cortada. Ao retornar ao Tema Opsiciano fez para si uma mão de cobre que segurava uma grande espada, juntou os pobres e destituídos e começou uma revolta. Com seus seguidores tomou o controle da fortaleza de Plateia Petra e transformou-a em sua base.
Os rebeldes então fizeram raides na zona rural próxima de forma indiscriminada, retornando com o resultado dos saques para Plateia Petra. A revolta foi finalmente sufocada pelo exército bizantino e Basílio foi trazido de volta para a capital. Lá, acusou diversos magnatas de estarem envolvidos na revolta, mas um inquérito comprovou que eram acusações falsas e ele terminou queimado numa estaca no Fórum Amastriano. A revolta, que ocorreu c. 932, é geralmente vista como uma revolta popular que expressava o descontentamento dos camponeses devido a grande fome de 928. Foi um grande incentivo para a legislação agrária passada por Romano I Lecapeno (r. 920–944) em 934.